# EBand
(33º NO ricevuto da Paul, Bo e Robbie)
eBand è una sitcom italiana creata da Marco Renzi, Ugo Ripamonti e Renato Sannio e diretta da Yuri Rossi.
La serie è prodotta da Brave Film ed è stata trasmessa in prima visione su Disney Channel dal 30 gennaio 2012. Dal 23 aprile 2012 va in onda anche sul digitale terrestre, su Rai Gulp.
La serie viene cancellata dopo appena una stagione, concludendosi con un clamoroso cliffhanger.
Nel 2013 da eBand è stata tratta una serie internazionale dal titolo The Avatars, ma anch'essa è stata cancellata dopo 2 stagioni e in Italia è stata interrotta a metà della seconda stagione.
Anna Dalton partecipa in entrambe le serie.

## Trama
Tre sedicenni, uniti dall'amore per la musica, sognano di diventare delle star del rock. Hanno ricevuto 33 "no" da mille case discografiche, per tutti sono troppo giovani e immaturi. Tutto cambia quando la sorella di Paul propone di creare una band virtuale: Gli Avatars.

## Personaggi e interpreti
- Paul, interpretato da Luca Cimma. È il leader e autore dei testi del gruppo. Fratello di Lou e migliore amico di Bo, con quest'ultimo condivide la passione per la musica fin da quando erano piccoli. È innamorato di Alex, ma la sua insicurezza gli impedisce di dichiararsi, portandolo persino a fingere di non provare la minima attrazione per lei. Essendo il suo avatar molto più spregiudicato, per conquistarla prova ciclicamente ad assomigliargli provocando però risultati goffi e disastrosi. Il suo Avatar è Eko
- Bo, interpretato da Valerio Leoni. È il tastierista del gruppo. Dotato di una vastissima cultura musicale, è un polistrumentista sensibile ed emotivo. È il migliore amico di Paul e scrive con lui tutte le canzoni degli Avatars. Fidanzato con Lou da 8 anni, è l'anima romantica e sognatrice della coppia: si ricorda gli anniversari, scrive le poesie ed inventa tantissimi nomignoli di animaletti con cui chiamarla: Coccinella, Lumachina, Formichina, Ranocchietta, Lucertolina, Passerottina, Tartarughina, ecc…. Il suo Avatar è Dr. Sound.
- Robbie, interpretato da Stefano Guerrieri. È il bassista del gruppo. Vulcanico, esagerato, egocentrico ed assolutamente privo di vergogna, pensa di essere il ragazzo più spettacolare della scuola. Il problema è che è l'unico a pensarlo. Assolutamente digiuno di musica, ha come unici obiettivi le ragazze e la celebrità, e perciò vorrebbe rivelare a tutti la sua identità di Avatar. Da questo punto di vista è la variabile impazzita del gruppo: rischia spesso, infatti, di farli scoprire. Il suo Avatar è Larsen.
- Lou, interpretata da Eleonora Timpani. È la sorella di Paul, migliore amica di Alex nonché creatrice degli Avatars. Storica fidanzata di Bo, rispetto a lui è molto più pragmatica: il nomignolo perfetto è “Coso”. Si dimostra molto matura rispetto ai suoi coetanei: è infatti una ragazza molto determinata e sicura di sé, senza peli sulla lingua e dotata di un'intelligenza fuori dal comune che spesso trae il gruppo d'impaccio .
- Alex, interpretata da Emanuela Di Crosta. È l'ambitissimo oggetto del desiderio di Paul e migliore amica di Lou. Ha un video-blog musicale seguitissimo: il Blog di Alex. Sul nome ci sta ancora lavorando. Sogna di diventare un giorno una vera giornalista musicale e, a tal proposito, sente che il grande scoop che la lancerà nell'Olimpo dei giornalisti sarà scoprire la vera identità degli Avatars. Non sa però che gli Avatars sono i suoi migliori amici fino all'episodio "The Fellowship Of The Record". È innamorata di Paul.
- Paz, interpretato da Michele Maganza. È lo Zio di Paul e Lou, è il manager del gruppo. Improbabile talent scout di un'importante casa discografica, la Zappa Records, condivide nel suo lavoro le stesse alterne fortune dei ragazzi. Il suo appartamento, che è sullo stesso pianerottolo di quello di Paul e Lou, è il punto di ritrovo, sala prove e studio di registrazione dei ragazzi.
- Rebecca, interpretata da Anna Dalton. È un'amica e vicina di casa di Paz che casualmente viene a conoscenza del segreto degli Avatars. Da quel momento condivide con loro tutte le complicazioni che devono affrontare durante la registrazione dell'album, aiutandoli a risolverle mettendo in campo tutta la sua professionalità a scadenza settimanale, per poi ricominciare in un'altra veste.
- Mr.Zappa, interpretato da Pino Insegno. È il dispotico e autoritario boss di Paz, ignaro del segreto dei ragazzi. Se venisse a sapere che in realtà gli Avatars sono dei sedicenni sarebbe la fine del gruppo e soprattutto di Paz, che verrebbe licenziato in tronco per la loro giovane età.

## Episodi
| Stagione       | Episodi | Prima TV Italia |
| -------------- | ------- | --------------- |
| Prima stagione | 26      | 2012            |